# Göran Larsson (teolog)
Göran Lennart Larsson, född 21 maj 1949 i Surteby-Kattunga, Västergötland, är en svensk präst, teolog och författare med fokus på judisk-kristna relationer.

## Biografi
Larsson prästvigdes för Svenska kyrkan 1974 och disputerade 1980 vid Lunds universitet på en avhandling som behandlar firandet av Stora försoningsdagen i Jerusalems tempel, framför allt utifrån den rabbinska traktaten Jom Hakippurim i Tosefta. Han var 1979–1993 direktor för Svenska Teologiska Institutet i Jerusalem och verkade som lärare i hebreiska, bibelvetenskap, rabbinsk litteratur, judaica och judisk-kristna relationer. 1994–2001 var han Director of Studies and Research vid Jerusalem Center for Biblical Studies and Research.
I samband med Larssons 50-årsdag 1999 instiftades ”Insamlingsstiftelsen Göran Larssons jubileumsfond för judisk-kristna relationer” med syftet att "på olika sätt verka för att öka förståelsen mellan judar och kristna och främja en teologisk fördjupning inom kristenheten när det gäller sambandet mellan Gamla och Nya testamentet, judisk skrifttolkning och kristendomens djupa rötter i det judiska folket." Larsson är anställd av stiftelsen och står till förfogande för prästfortbildningar och offentliga föreläsningar i olika sammanhang.
Sedan 2014 är han Associate Professor vid Lutheran Theological Seminary i Hong Kong.
År 2022 gav Larsson tillsammans med Tord Fornberg ut antologin Förskjutningar - avgörande skiften i relationen mellan judar och kristna. Boken tar ett helhetsgrepp på judisk-kristen dialog med sex judiska och fem kristna bidrag. Recensenten i Katolskt magasin anger Jesper Svartviks beskrivning av arvet efter Krister Stendahl och Gunnel Borgegårds översikt över Samarbetsrådet för judar och kristnas historia som viktiga bidrag till historieskrivningen om judisk-kristen dialog i Sverige. Han påtalar en övervikt av bidrag från amerikansk judisk akademi som gärna hade fått kompletteras med fler svenska judiska akademiska röster.

## Utmärkelser
- 1990 – “The 1990 Raoul Wallenberg Humanitarian Award"[6] för sitt arbete med den judisk-kristna dialogen. Priset utdelat i Moskva av en internationell kommitté “The Raoul Wallenberg Scholarships” med bl.a. följande motivering: "Your dedication to encouraging greater understanding and respect between Christians and Jews is a noble example of Wallenberg's living legacy."
- 1993 – Mottagare av Knessets medalj samt en av Israels högsta utmärkelser, nämligen att tända en av de tolv facklorna på Herzlberget i Jerusalem i samband med nationaldagens högtidliga öppnande, med motiveringen "utomordentliga insatser i främjandet av judisk-kristna relationer." Detta var första och hittills enda gången som denna utmärkelse tilldelats en icke-jude och icke-israel.[7]
- 2001 – Hedersdoktor (Ph.D. h.c.) vid The European Theological Seminary, Birmingham, mottagare av “The Distinguished Doctoral Prize”.[8]
- 2019 – Vänskapsförbundet Sverige-Israels förtjänstdiplom med motiveringen: "Göran Larsson har oförtröttligt stått i främsta ledet för att öka förståelsen mellan judar och kristna, bekämpa antisemitism och sprida kunskap om Israel såväl i Sverige som i Israel."[9]